# 上帝之手 (1999年電影)
《上帝之手》（英語：Heaven of Hope）是1999年上映的香港黑幫動作電影，由童琛執導，黃秋生、李璨琛、黃家諾主演。

## 劇情
劇情主要講述黃秋生飾演的神經華為一個牧師，在一次，得知女兒無辜死去後展開報仇的故事。

## 演員

### 領銜主演
| 演員   | 角色   | 人物介紹 |
| 黃秋生 | 神經華 | 牧師     |
| 李璨琛 | 飛鷹   |          |
| 黃家諾 | 憂鬱   |          |
| 陳惠敏 | 敏哥   | 黑幫老大 |
| 太保   |        |          |
| 劉家輝 | 棺材梁 |          |
| 宋本中 |        |          |
| 程茵   |        |          |
| 林德勝 |        |          |
| 于萬山 |        |          |
| 王俊棠 |        |          |
| 陳鳳儀 |        |          |
| 陳俊豪 |        |          |
| 米奇   |        |          |
| 余家豪 |        |          |

## 軼事
- 黃秋生曾說過本片為他拍過最爛的電影。
- 陳惠敏擔任監製[1]。
- 監製陳惠敏帶領一群演員於1999年7月24日舉行記者招待會。[2]

## 外部連結
- 豆瓣电影上《上帝之手》的資料 （简体中文）
- 香港影庫上《上帝之手》的資料（繁體中文）